# Heinz Meixner (Markscheider)
Heinz Meixner (* 19. Januar 1935 in Beuthen; † 17. Juni 2016) war ein deutscher Markscheider. Er war an der TU Bergakademie Freiberg Inhaber des Lehrstuhls für Markscheidewesen und Bergschadenkunde und lehrte als ordentlicher Professor.
Meixner ist Mitautor und Herausgeber des Standardwerkes Markscheidewesen für Bergbaufachrichtungen. 1964 promovierte er mit der Dissertation Untersuchung der Genauigkeit von Tellurometermessungen unter besonderer Berücksichtigung systematischer Einflüsse in Braunkohlentagebauen zum Dr.-Ing. und habilitierte sich drei Jahre später.

## Werke
- Heinz Meixner, Viktor A. Bukrinskij: Markscheidewesen für Bergbaufachrichtungen. 1. Auflage. Deutscher Verlag für Grundstoffindustrie, Leipzig 1977, S. 411.
- Walter Schellhas, Peter Schmidt: Balthasar Rösler. Persönlichkeit und Wirken für den Bergbau des 17. Jahrhunderts. Deutscher Verlag für Grundstoffindustrie, Leipzig 1980.
- Heinz Meixner: Untersuchung der Genauigkeit von Tellurometermessungen. Unter besonderer Berücksichtigung systematischer Einflüsse in Braunkohlentagebauen. In: Freiberger Forschungshefte. A 305. Deutscher Verlag für Grundstoffindustrie, Leipzig 1962, S. 122.
- Heinz Meixner: Beitrag zur markscheiderischen Erfassung von Horizontalverschiebungen in Tagebaurandböschungen. Freiberg 22. Juni 1967, S. 53 (Habilitationsschrift).
- Heinz Meixner: Nachweis von Bodenbewegungen in Tagebaurandböschungen. In: Freiberger Forschungshefte. Band 458. Deutscher Verlag für Grundstoffindustrie, Leipzig 1969, S. 56.